# Anita Björk
Anita Barbro Kristina Björk (født 25. april 1923, død 24. oktober 2012) var en svensk skuespillerinde.
Björk gik på Dramatens elevskola fra 1942 til 1945. Hun arbejdede på den nationale scene i mange år, hvor hun spillede mere end 100 roller. Björk var også aktiv i filmbranchen, hvor hun medvirkede i over 50 produktioner. Blandt hendes film kan nævnes Frøken Julie (1951), Min elskede - Amorosa (1986) og Den gode vilje (1992). I 2006 modtog hun en Æres-guldbagge for sine mange præstationer i svensk film.
Anita Björk ligger begravet på Norra Begravningsplatsen i Solna.

## Udvalgt filmografi
- Et spil om en vej - der til himlen går (1942)
- Tænk kun på de lykkelige timer (1944)
- 100 harmonikaer og een pige (1946)
- Café Emigranten (1947)
- Kvinden uden ansigt (1947)
- Jorden drager (1948)
- Menneskers rige (1949)
- Frøken Julie (1951)
- Mens kvinder venter (1952)
- Han glemte hende aldrig (1952)
- Ad diplomatisk vej (1954)
- Ægtefolk (1955)
- Den blodrøde blomst (1956)
- Kvinden i mørket (1958)
- Køresvenden (1958)
- Mannequin i rødt (1958)
- 300 skal skydes (1961)
- Det hvide genfærd (1962)
- Elskende par (1964)
- Utro (1966)
- Oprøret i Ådalen (1969)
- Arven (1979)
- Forfølgelsen (1981)
- Min elskede - Amorosa (1986)
- Den gode vilje (1992)
- Markisinnan de Sade (tv-film, 1992)
- Personlige samtaler (1996)
- Hello Ingmar (kortfilm, 2001)